# Tupi, South Cotabato
Tupi là một đô thị hạng 1 ở tỉnh South Cotabato, Philippines. Theo điều tra dân số năm 2000 của Philipin, đô thị này có dân số 53.440 người trong 11,049 hộ.  

## Các đơn vị hành chính
Tupi được chia thành 15 barangay.
- Acmonan
- Bololmala
- Bunao
- Cebuano
- Crossing Rubber
- Kablon
- Kalkam
- Linan
- Lunen
- Miasong
- Palian
- Poblacion
- Polonuling
- Simbo
- Tubeng